# Karpfenwinkel mit Streuwiesen am Starnberger See

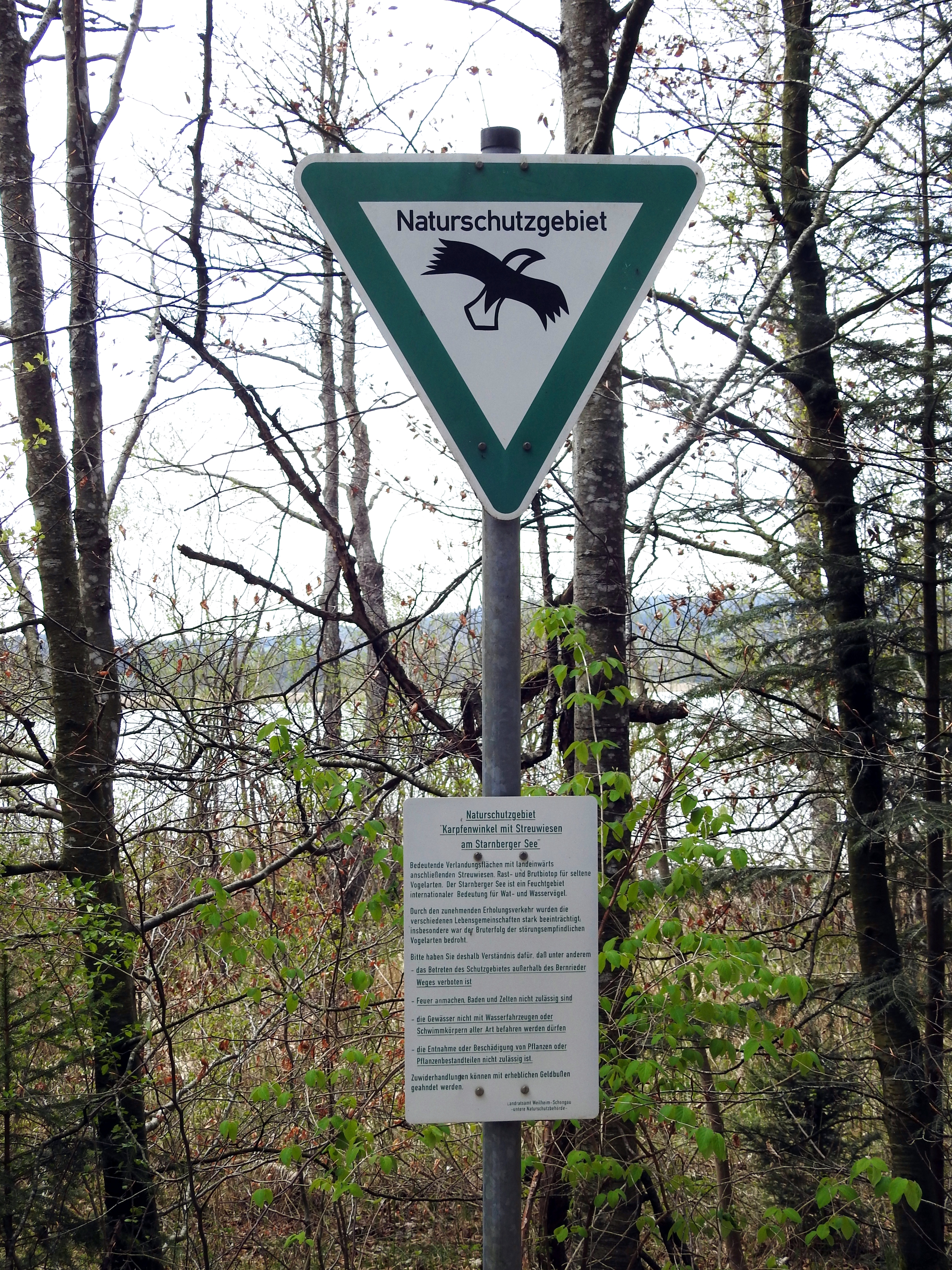
Naturschutzgebiet Karpfenwinkel mit Streuwiesen am Starnberger See (April 2017)

Das Naturschutzgebiet Karpfenwinkel mit Streuwiesen am Starnberger See liegt in den Landkreisen Starnberg und Weilheim-Schongau in Oberbayern auf dem Gebiet der Gemeinden Tutzing und Bernried am Starnberger See. Es ist Teil des FFH-Gebietes (8133-371) und des EU-Vogelschutzgebietes (DE-8133-401) „Starnberger See“.
Das 33,29 ha große Gebiet mit der Nr. NSG-00238.01, das im Jahr 1985 unter Naturschutz gestellt wurde, erstreckt sich südlich des Kernortes Tutzing und nordwestlich des Kernortes Bernried direkt am Starnberger See.